# 茫點
《茫點》是為科幻小說衛斯理系列的其中一本作品，編號50。作者是倪匡，該作品於1982年4月18日至同年的9月20日期間刊登於《明報》副刊，並在1987年出版成書籍上市。
故事主要以蛾類能發射精神波互相溝通，這種精神波並被生物學家陳島擷取，做成錄音帶儀器將精神波訊號記錄下來，後來這個儀器被人盜用，詭訊號反而影響人的腦子，造成人的瘋狂狀態。故事主要講述人腦有多容易受外來影響，以及腦部這種機制的脆弱所在。
與衛斯理系列的其他小說不同，倪匡在故事的開端以五個楔子來交代當中的相關人物，是倪匡少有的風格。另外，本書的內容曾被葉李華所著的衛斯理回憶錄錯構中引用，回憶錄假設衛斯理因精神分裂症而進入精神病院，他的主診醫生正是梁若水。

## 故事大綱

### 楔子一
身在台北的衛斯理某天進了一家畫廊。進入畫廊不久後，他發現有人跟蹤自己。原來跟蹤他的人是一位不到三十歲的美麗女性(後來知道這位女人是精神科女醫師梁若水)，跟蹤他的原因是為了討論一幅名為「茫點」的西洋畫。但衛斯理對於畫家想表達什麼，卻沒有頭緒。

### 楔子二
兩個人在對話，內容是某君對另一人說世界上根本上不存在職業殺手，因為在邏輯上存在問題。某君最終發現這是職業殺手經紀人誘引客人的話術，目的是把話題轉移到買凶殺人的這一方面。以便招徠生意。最後某君知道另一人真的是職業殺手，並聘請了他去殺一個人。

### 楔子三
美國太空人葛陵少將在執行任務前的兩個星期與其妻桃麗到黃石公園渡假，葛陵同意妻子的要求：在太空時對全球人說「桃麗，我愛你。」

### 楔子四
陳島是一位昆蟲學家，並研究蛾是如何向同類傳遞信息。某日，他獲邀參與安普女伯爵的宴會。在宴會中，陳島發表自己對蛾類如何傳播信息的心得。他的見解使安普女伯爵取得興趣，於是她捐助一筆資金協助陳島從事該研究項目，條件是研究所要以她的名字命名。

### 楔子五
圍棋是日本其中一種最受歡迎的棋類，全國擁有數千間的棋社。一天，日本棋王尾衫九段來到一間小規模的棋社。他的到訪使不少棋友感到意外和高興。當中的一位年青人問他如何才能在棋局中取勝，尾衫九段回答只要知道對手在下棋時想什麼就是致勝之道。恰好，作家時造旨人在場，並詢問尾衫九段可否將他剛才的說話記錄下來並公開發表，尾衫九段最初表示同意，但當時造旨人表示他的文章標題會是《尾衫九段致勝的秘密是知道對手的心意》時，尾衫九段忽然不舒服起來，並立即離開棋社。。

### 鏡子的謎題
精神科醫生張強來到衛斯理府上，並有一件非找衛斯理不可的事告知衛氏夫婦。因衛斯理並不認識張強，於是把他交給白素處理。張強對白素說，他是衛斯理好友，長駐南極的科學家張堅的弟弟。隨後的幾日中，白素就和張強不知所終了，並留下了幾面鏡子和一個粉盒在桌子上。
白素和張強忽然離開了後，衛斯理的電腦工程師好友江樓月致電來，提到他和道吉爾博士在一次太空任務中發現了外星人的談話內容。在駕車途中，衛斯理看到在對面馬路的白素做出一個使衛斯理也難以明白的手勢：指著車子的後鏡點點頭，其後再指著自己點頭，最後指著另一隻手搖搖頭。

### 外太空中收到的特殊頻率聲音
來到江樓月家中後，道吉爾博士把從太空中得到的聲音播給衛斯理聽，內容就是楔子二中所述的那段對話，有人要另一人殺掉一位叫白里契‧赫斯里特的人。對於這段聲音，衛斯理認為根本沒有可能是外星人的對話，因為當中的二人是用英語，而且白里契‧赫斯里特正是之前被殺的股票經紀行主理人，只是由於未明的原因下使人們的說話傳到太空中。於是，衛斯理建議道吉爾博士發一隻人造衛星，了解那是什麼 。

### 白素被控謀殺
回家後，衛斯理認為要知道白素的下落就要到張強的精神病院找他。同時，他在報紙中得悉日本棋王尾衫九段突然精神錯亂，進入了日本一間的精神病院。來到張強的醫院後，他的女友兼同事梁若水告訴衛斯理張強已經好幾天沒有上班，原來梁若水就是楔子一提及，衛斯理之前在台北遇上的那一位美女。對於張強的失蹤，衛斯理和梁若水計劃到張強家中進行調查。在當二人到達張強的家門時，卻發現了日本作家時造旨人的妹妹時造芳子來找張強。
原來，時造旨人在報導尾衫九段到訪棋社的消息時，開玩笑說尾衫九段懂得了解他人思想，因而使他在棋局上節節勝利。尾衫九段認為時造旨人揭示了他的秘密，故此到他府上問罪。此事後，尾衫九段成為精神病患者。隨後，時造旨人的上司為免引發更大的波動，於是令他躲到香港去。不久後，他也成為了精神病院的一份子。所以時造芳子就來到張強府上了解其兄的病情。
後來，衛斯理送走芳子。在車上，芳子把哥哥寫的那文章給予衛斯理看，衛和芳子都認為該文章不致使尾衫九段發狂。隨後，芳子下車時出現了一個驚慌的表情，卻向衛斯理表示沒有看到什麼。就此，衛斯理回到家中。此時，他靈機一觸，想起白素可能在他出門時致電給他。果然，衛斯理發現電話中有幾個留言。
原來，白素和張強到了東京，並惹來了牢獄之災。因此，衛斯理也飛往日本去。到了機場後，負責此案的高田警官告訴衛斯理白素在眾目睽睽之下把張強推了下樓，隨後忽然精神病發，被送到阿玻野精神病院中。衛斯理得悉消息後，堅持白素沒有行兇，而且她進入了精神病院也不等於她真的有事，而親眼目睹白素殺手的三位證人有可能因某原因而串通說謊。

### 三隻蟲的故事
抵達阿玻野精神病院後，衛斯理發覺白素已經逃走了，並且留下了一個短訊，表示自己沒有殺人，進入醫院的目的是要找出住在同一醫院的尾衫九段，因為他是張強墜樓的關鍵人物。知道當中原因後，衛斯理和高田離開醫院，這時，高田知道了白素是裝出精神錯亂，並表示由於案件過於離奇，因此相信白素不是兇手。

### 看不見的蛾
當衛斯理了解真相後，他返回旨人的精神病院，並告訴梁若水其男友的死訊。在醫院中，一位院友要他看一看他手中的蛾，並說出一堆的專有名詞和要求安排他與「維也納的陳博士」會見，衛斯理起初認為他只是其中一位尋常的病人，於是不加理會。
到了旨人的房間前，衛斯理再次看到那院友洪安，他一直對一位年輕男子說自己捉到一隻罕有的蛾，衛斯理認為這年輕男子就是陳博士，而陳博士堅持要把洪安帶走，卻被梁若水拒絕。後來，衛斯理和旨人會見，後者告訴衛斯理他在照鏡子時看不見自己，因此認為是由於他無意中透露了尾衫九段的秘密—能知道他人想什麼而被報仇。

### 能得知他人內心想法的神秘儀器
起初，衛斯理並不相信他的說話。其後，旨人告訴衛斯理他曾潛入尾衫九段的家中，發現到數台古怪的機器，並肯定這些儀器可以知道他人在想什麼和使人產生幻覺，於是把它們一一拍下，可是他的老闆要他離開日本，所以未能取得相片。而他在離開日本前，他發現自己無法在鏡子中出現，因此來港後被送到精神病院。在醫院中，他查問張強的意見，張認為尾衫九段有如此能力是有可能的，因此協助旨人到東京進行調查。

### 兩個關鍵人物
了解旨人的經歷後，衛斯理開始相信此事，並認為三位證人目擊白素推張強也可能是尾衫九段的所為，於是決定再到東京一次。抵達目的地後，他和白素聯絡，白素提到她在日本的期間一直未能找到尾衫九段，卻到他居所中發現了有人把一盒如錄音帶的東西賣給尾衫九段，但白素卻不清楚其用途和使用方法，於是把它交給張強研究。後來，他就忽然衝向玻璃窗中墜樓生亡，而白素自己也在不知道原因的情形下走出街頭。

### 尾杉三郎的秘密
衛斯理想起他在飛機上曾和陳島(即陳博士)討論蛾能夠傳播訊息而其他生物都不能的原因，故此，他認為尾衫三郎九段為了避免自己的秘密被張強和白素公佈而製造各種幻象。隨後，兩人作進一步的推測：尾衫九段以某方法從陳島手中得到那儀器使他能干擾他人思想和令他可肖在棋局中得勝，而那院友可能因為蛾的信號使他認為自己一直擁有一隻蛾，唯一可以解釋這些事的只有陳島。
後來，兩人得悉尾衫九段逝世的新聞。同時又把所推測的告訴陳島，陳博士表示這儀器是他的研究所的樣本，尾衫九段收買了他的研究人員，卻未能掌握當中的使用方法，因此使自己變得失常，最於誤以為自己是一尾魚，死於瀑布中；而要見他的那位院友是他的手下之一，因無意中接收到蛾的信息使他經常認為手中拿著一隻蛾。同樣地，旨人、芳子和白素也因為尾衫九段手中的儀器使他們產生幻覺，唯一的治療方法是利用蛾的信號使他們的思想返回正軌。同時，衛斯理想起道吉爾博士在太空收到的對話，在場的梁若水和陳島均認為人類的腦電波能傳到太空也不是問題。

### 尾聲
討論到這時，衛斯理致電江樓月，後者稱採集「太空對話」的行動出了意外，要衛斯理等人親身到美國。原來，駕駛太空穿梭機的葛陵少將返回地球後一直只說幾句只有數百人懂得使用的西非語言，衛斯理等人也認為他是受不明的信號影響。

### 尾聲之二
此事解決後，衛斯理第三度飛往東京。在法庭上，三人證人均表示白素第二度推張強時他抓著破碎的玻璃窗，手部不斷的流血。高田警官聽到三人的証供後，把張強的屍體帶到庭上，並展示他的手部沒有任何傷勢。基於證人的供詞和事實不合，白素無罪釋放，故事到此結束。

## 相關人物
- 衛斯理

書中主角，因幾位的失誤使他需要以較麻煩的方法了解尾衫九段的事和白素的下落，例如他認為張強並非熟悉的人，於是不插手理家他的遭遇，使他等了幾天也知道白素的去向。同時，衛斯理借張強的手就令白素脫罪，反映出他的智慧高超。
- 白素

衛斯理之妻，她得悉時造旨人的怪事後，立即與張強來日本找出各種證據，由於尾衫九段不想真相被世人知道，因此利用買來的儀器使白素「殺人」。在故事中，白素一直對旨人的事抱相信態度，和她的丈夫截然不同。
- 時造旨人

日本作家，知名度低，但衛斯理認為他的水平一流。時造在一次報導中，無意中揭露了尾衫九段的秘密，使自己無法看到自己在鏡子中出現，被人認為是精神病，因此被送到張強的精神病院中。到最後，作者也沒有交代時造旨人是否康復。
- 張強

精神科醫生，是梁若水的男友。性格木訥呆板，與哥哥張堅性格南轅北轍。當他從時造旨人口中得悉尾衫九段的事後，立即向衛斯理夫婦求助。最終在酒店中墜樓身亡。
- 梁若水

精神科醫生，張強的女友，年輕貌美。在她知道白素被指殺死其男友時，她表示白素不可能殺人。在整個故事中，她一直和衛斯理等人研究使人產生幻覺的可能性。
- 時造芳子

旨人的妹妹，與其兄同居，關係極好。在他哥哥「精神病發」時，她擔心得來到香港了解他的病況。另外，她和其兄一樣都受了尾衫九段的影響，使她無法看到自己出現在鏡子之中，也沒有交代能否再次看到自己出現於鏡子中。
- 尾杉三郎九段

日本圍棋王，年僅三十多，棋路神出鬼沒，被稱為「鬼才」。原來，他之所以能在棋局中節節勝利。是因為他無意中在陳島口中。得悉他們研究蛾傳播信息的方法，於是收買陳島的研究人員佛烈。得到那儀器。最終，為人奸詐的他因對儀器操作一知半解，使自己也產生幻覺，死於瀑布。
- 高田警官

聰明的警官，他在看到衛斯理離開阿玻野精神病院後，立刻分析到白素的精神病是裝出來的；在法庭上，他聽到三位證人都說張強抓著玻璃窗時，瞬間明白到如何使白素脫罪。
- 陳島

生物學家，專門研究蛾類如何傳播信訊，原意是使人減少隔閡，卻使尾衫九段用於不當用途上。身為中奧混血兒，但外表卻似單純的中國人。他的母親是高音歌手。
- 佛烈

安普蛾類研究所的人員，將能記錄蛾類精神波溝通的儀器，偷出來交給尾杉三郎。
- 江樓月

電腦工程師，是衛斯理的好友，他與道吉爾博士合作進行太空探索的計劃。性格暴躁，曾威脅衛斯理等人不到美國就炸死他。
另外，由於他的名字出自宋詞的「採桑子」，因而被好友稱他為「南北東西」。
- 道吉爾博士

江樓月的友人，最初他是研究外太空有沒有生物為研究對象，卻把地球的一套理論放在太空中，使衛斯理感到極為好笑。道吉爾博士也認為衛斯理只懂幻想，因此揶揄他為「七星幻想專家」。
- 洪安

即那院友，是陳島的手下，由於中了蛾的信號，他一直以為手中有一隻蛾。至於他有沒有康復，作者未有解答。
- 寶田滿

酒店高級人員，為人機警，當他聽到1930號房出現異象時立即和兩位清潔女工進房。但他所看到的都不是真的。
- 桃麗

葛陵的太太，是位金髮美女，曾參與過阿肯色州小姐選美比賽，但落選。她和葛陵少將做了三年的夫妻。在小說中，不計算楔子，她只有兩句對白，分別是要美國太空總署在二十四小時之內把其夫交還和稱讚梁若水美麗動人。
- 葛陵少校

美國人，三十多歲，英俊的太空人。在返回地球後，他曾一度失常，但後來得救。

## 漫畫
- 香港漫畫家利志達發表了衛斯理《茫點》漫畫
  - 出版社：辰星出版社

## 資料來源
以下內容以香港明窗出版社作準：
1. ↑  .   [2012-02-20]. （原始内容存档于2012-04-05）.
2. 1 2 3 4 5 6 7 8 9  茫點 – 楔子一-五 – P.2-38
3. ↑  茫點 – 第一部 – P.41-48
4. ↑  茫點 – 第一部 – P.54-55
5. ↑  茫點 – 第二部 – P.67-71
6. ↑  茫點 – 第二部 – P.76-77
7. ↑  茫點 – 第二部 – P.84-85
8. ↑  茫點 – 第三部 – P.90-112
9. ↑  茫點 – 第四部 – P.116-117
10. ↑  茫點 – 第四部 – P.122-135
11. ↑  茫點 – 第五部 – P.136-156
12. ↑  茫點 – 第六部 – P.163-164
13. ↑  茫點 – 第六部 – P.165-166
14. ↑  茫點 – 第六部 – P.173-174
15. ↑  茫點 – 第六部 – P.175-183
16. ↑  茫點 – 第六部 – P.183-185
17. ↑  茫點 – 第七部 – P.186-212
18. ↑  茫點 – 第八部 – P.213-220
19. ↑  茫點 – 第九部 – P.252-269
20. ↑  茫點 – 第十部 – P.270-287
21. ↑  茫點 – 第十部 – P.288-293
22. ↑  茫點 – 第十一部 – P.311-322
23. ↑  茫點 – 第十一部 – P.324-336
24. ↑  茫點 – 第十一部 – P.337-340
25. 1 2 3  茫點 – 第十一部 – P.343
26. ↑  茫點 – 第一部 – P.43-44
27. ↑  茫點 – 第十一部 – P.325
28. ↑  茫點 – 第一部 – P.49
29. ↑  茫點 – 第一部 – P.51-53

| 前任者： 049 搜靈 | 衛斯理系列（按編號） 050                              | 繼任者： 051 神仙 |
| 前任者： 搜靈     | 衛斯理系列（按連載時序） 1982年4月18日至1982年9月20日 | 繼任者： 神仙     |